# Supercopa Sudamericana 1989
La Supercopa Sudamericana 1989 fue la segunda edición del torneo de clubes de América del Sur que reunía a todos los campeones de la Copa Libertadores de América, organizado por la Confederación Sudamericana de Fútbol.
El campeón fue Boca Juniors de Argentina, que derrotó en la final por intermedio de la definición por penales a Independiente. La consagración le permitió disputar la Recopa Sudamericana 1990 contra Atlético Nacional de Colombia, campeón de la Copa Libertadores 1989.

## Formato
El torneo se desarrolló en un formato plenamente eliminatorio, en cuatro rondas desde los octavos hasta la final. Como la cantidad de participantes no permitía elaborar completamente el cuadro, algunos equipos se vieron favorecidos con clasificaciones automáticas a instancias posteriores, de manera que Racing Club —campeón defensor— y Boca Juniors iniciaron sus participaciones desde los cuartos de final. Todas las llaves se disputaron en ida y vuelta. Ante la igualdad de puntos, obtenía la clasificación el equipo con mejor diferencia de goles; de persistir el empate, se efectuaron tiros desde el punto penal.
|                               |                               | Equipos que entran en esta fase | Equipos que provienen de la fase anterior        |
| ----------------------------- | ----------------------------- | --- | ------------------------------------------------ |
| Octavos de final (12 equipos) | Octavos de final (12 equipos) | - Argentinos Juniors, Cruzeiro, Estudiantes (LP), Flamengo, Grêmio, Independiente, Nacional, Olimpia, Peñarol, River Plate, Santos y Atlético Nacional. |                                                  |
| Cuartos de final (8 equipos)  | Cuartos de final (8 equipos)  | - Boca Juniors y Racing Club | - 6 equipos clasificados de los octavos de final |
| Semifinales (4 equipos)       | Semifinales (4 equipos)       | | - 4 equipos clasificados de los cuartos de final |

## Equipos participantes
En cursiva los equipos debutantes en el torneo.
| País                      | Equipo                                                                                 | Copas Libertadores ganadas                                                                   |
| ------------------------- | -------------------------------------------------------------------------------------- | -------------------------------------------------------------------------------------------- |
| Argentina 6 participantes | Argentinos Juniors Boca Juniors Estudiantes (LP) Independiente Racing Club River Plate | 1985 1977 – 1978 1968 – 1969 – 1970 1964 – 1965 – 1972 – 1973 – 1974 – 1975 – 1984 1967 1986 |
| Brasil 4 participantes    | Cruzeiro Flamengo Grêmio Santos                                                        | 1976 1981 1983 1962 – 1963                                                                   |
| Colombia 1 participante   | Atlético Nacional                                                                      | 1989                                                                                         |
| Paraguay 1 participante   | Olimpia                                                                                | 1979                                                                                         |
| Uruguay 2 participantes   | Nacional Peñarol                                                                       | 1971 – 1980 – 1988 1960 – 1961 – 1966 – 1982 – 1987                                          |

### Distribución geográfica de los equipos
Distribución geográfica de las sedes de los equipos participantes:

## Resultados

### Cuadro de desarrollo
|  | Octavos de final   | Octavos de final   | Octavos de final   | Octavos de final   |   |                    | Cuartos de final                | Cuartos de final                | Cuartos de final                | Cuartos de final                |   |               | Semifinales          | Semifinales          | Semifinales          | Semifinales          |  |               | Final                | Final                | Final                | Final                |  |
|  | 3 al 11 de octubre | 3 al 11 de octubre | 3 al 11 de octubre | 3 al 11 de octubre |   |                    | 18 de octubre al 1 de noviembre | 18 de octubre al 1 de noviembre | 18 de octubre al 1 de noviembre | 18 de octubre al 1 de noviembre |   |               | 8 al 16 de noviembre | 8 al 16 de noviembre | 8 al 16 de noviembre | 8 al 16 de noviembre |  |               | 22 y 29 de noviembre | 22 y 29 de noviembre | 22 y 29 de noviembre | 22 y 29 de noviembre |  |
|  |                    |                    |                    |                    |   |                    |                                 |                                 |                                 |                                 |   |               |                      |                      |                      |                      |  |               |                      |                      |                      |                      |  |
|  |                    |                    |                    |                    |   |                    |                                 |                                 |                                 |                                 |   |               |                      |                      |                      |                      |  |               |                      |                      |                      |                      |  |
|  | Independiente      | 2                  | 2                  | 4                  |   |                    |                                 |                                 |                                 |                                 |   |               |                      |                      |                      |                      |  |               |                      |                      |                      |                      |  |
|  | Independiente      | 2                  | 2                  | 4                  |   |                    |                                 |                                 |                                 |                                 |   |               |                      |                      |                      |                      |  |               |                      |                      |                      |                      |  |
|  | Santos             | 1                  | 0                  | 1                  |   |                    |                                 |                                 |                                 |                                 |   |               |                      |                      |                      |                      |  |               |                      |                      |                      |                      |  |
|  | Santos             | 1                  | 0                  | 1                  |   | Independiente      | 2                               | 2                               | 4                               |                                 |   |               |                      |                      |                      |                      |  |               |                      |                      |                      |                      |  |
|  |                    |                    |                    |                    |   | Independiente      | 2                               | 2                               | 4                               |                                 |   |               |                      |                      |                      |                      |  |               |                      |                      |                      |                      |  |
|  |                    |                    | Atlético Nacional  | 2                  | 0 | 2                  |                                 |                                 |                                 |                                 |   |               |                      |                      |                      |                      |  |               |                      |                      |                      |                      |  |
|  | Atlético Nacional  | 1                  | Atlético Nacional  | 2                  | 0 | 2                  | 2                               | 3                               |                                 |                                 |   |               |                      |                      |                      |                      |  |               |                      |                      |                      |                      |  |
|  | Atlético Nacional  | 1                  |                    |                    |   |                    |                                 |                                 |                                 |                                 |   |               |                      |                      |                      |                      |  |               |                      |                      |                      |                      |  |
|  | Nacional           | 2                  | 0                  | 2                  |   |                    |                                 |                                 |                                 |                                 |   |               |                      |                      |                      |                      |  |               |                      |                      |                      |                      |  |
|  | Nacional           | 2                  | 0                  | 2                  |   |                    |                                 |                                 |                                 |                                 |   | Independiente | 1                    | 2                    | 3                    |                      |  |               |                      |                      |                      |                      |  |
|  |                    |                    |                    |                    |   |                    |                                 |                                 |                                 |                                 |   | Independiente | 1                    | 2                    | 3                    |                      |  |               |                      |                      |                      |                      |  |
|  |                    |                    | Argentinos Juniors | 0                  | 1 | 1                  |                                 |                                 |                                 |                                 |   |               |                      |                      |                      |                      |  |               |                      |                      |                      |                      |  |
|  | Argentinos Juniors | 1                  | Argentinos Juniors | 0                  | 1 | 1                  | 2                               | 3                               |                                 |                                 |   |               |                      |                      |                      |                      |  |               |                      |                      |                      |                      |  |
|  | Argentinos Juniors | 1                  |                    |                    |   |                    |                                 |                                 |                                 |                                 |   |               |                      |                      |                      |                      |  |               |                      |                      |                      |                      |  |
|  | Flamengo           | 0                  | 1                  | 1                  |   |                    |                                 |                                 |                                 |                                 |   |               |                      |                      |                      |                      |  |               |                      |                      |                      |                      |  |
|  | Flamengo           | 0                  | 1                  | 1                  |   | Argentinos Juniors | 1                               | 2                               | 3                               |                                 |   |               |                      |                      |                      |                      |  |               |                      |                      |                      |                      |  |
|  |                    |                    |                    |                    |   | Argentinos Juniors | 1                               | 2                               | 3                               |                                 |   |               |                      |                      |                      |                      |  |               |                      |                      |                      |                      |  |
|  |                    |                    | Cruzeiro           | 1                  | 0 | 1                  |                                 |                                 |                                 |                                 |   |               |                      |                      |                      |                      |  |               |                      |                      |                      |                      |  |
|  | Cruzeiro           | 0                  | Cruzeiro           | 1                  | 0 | 1                  | 3                               | 3                               |                                 |                                 |   |               |                      |                      |                      |                      |  |               |                      |                      |                      |                      |  |
|  | Cruzeiro           | 0                  |                    |                    |   |                    |                                 |                                 |                                 |                                 |   |               |                      |                      |                      |                      |  |               |                      |                      |                      |                      |  |
|  | Olimpia            | 2                  | 0                  | 2                  |   |                    |                                 |                                 |                                 |                                 |   |               |                      |                      |                      |                      |  |               |                      |                      |                      |                      |  |
|  | Olimpia            | 2                  | 0                  | 2                  |   |                    |                                 |                                 |                                 |                                 |   |               |                      |                      |                      |                      |  | Independiente | 0                    | 0                    | 0 (3)                |                      |  |
|  |                    |                    |                    |                    |   |                    |                                 |                                 |                                 |                                 |   |               |                      |                      |                      |                      |  | Independiente | 0                    | 0                    | 0 (3)                |                      |  |
|  |                    |                    | Boca Juniors (p.)  | 0                  | 0 | 0 (5)              |                                 |                                 |                                 |                                 |   |               |                      |                      |                      |                      |  |               |                      |                      |                      |                      |  |
|  |                    |                    | Boca Juniors (p.)  | 0                  | 0 | 0 (5)              |                                 |                                 |                                 |                                 |   |               |                      |                      |                      |                      |  |               |                      |                      |                      |                      |  |
|  |                    |                    |                    |                    |   |                    |                                 |                                 |                                 |                                 |   |               |                      |                      |                      |                      |  |               |                      |                      |                      |                      |  |
|  |                    |                    |                    |                    |   |                    |                                 |                                 |                                 |                                 |   |               |                      |                      |                      |                      |  |               |                      |                      |                      |                      |  |
|  |                    | Racing Club        | 0                  | 1                  | 1 |                    |                                 |                                 |                                 |                                 |   |               |                      |                      |                      |                      |  |               |                      |                      |                      |                      |  |
|  |                    |                    |                    |                    | 1 |                    |                                 |                                 |                                 |                                 |   |               |                      |                      |                      |                      |  |               |                      |                      |                      |                      |  |
|  |                    |                    | Boca Juniors       | 0                  | 2 | 2                  |                                 |                                 |                                 |                                 |   |               |                      |                      |                      |                      |  |               |                      |                      |                      |                      |  |
|  |                    |                    | Boca Juniors       | 0                  | 2 | 2                  |                                 |                                 |                                 |                                 |   |               |                      |                      |                      |                      |  |               |                      |                      |                      |                      |  |
|  |                    |                    |                    |                    |   |                    |                                 |                                 |                                 |                                 |   |               |                      |                      |                      |                      |  |               |                      |                      |                      |                      |  |
|  |                    |                    |                    |                    |   |                    |                                 |                                 |                                 |                                 |   |               |                      |                      |                      |                      |  |               |                      |                      |                      |                      |  |
|  |                    |                    |                    |                    |   |                    |                                 | Boca Juniors                    | 0                               | 2                               | 2 |               |                      |                      |                      |                      |  |               |                      |                      |                      |                      |  |
|  |                    |                    |                    |                    |   |                    |                                 |                                 |                                 |                                 | 2 |               |                      |                      |                      |                      |  |               |                      |                      |                      |                      |  |
|  |                    |                    | Grêmio             | 0                  | 0 | 0                  |                                 |                                 |                                 |                                 |   |               |                      |                      |                      |                      |  |               |                      |                      |                      |                      |  |
|  | Peñarol            | 0                  | Grêmio             | 0                  | 0 | 0                  | 2                               | 2                               |                                 |                                 |   |               |                      |                      |                      |                      |  |               |                      |                      |                      |                      |  |
|  | Peñarol            | 0                  |                    |                    |   |                    |                                 |                                 |                                 |                                 |   |               |                      |                      |                      |                      |  |               |                      |                      |                      |                      |  |
|  | Estudiantes (LP)   | 3                  | 0                  | 3                  |   |                    |                                 |                                 |                                 |                                 |   |               |                      |                      |                      |                      |  |               |                      |                      |                      |                      |  |
|  | Estudiantes (LP)   | 3                  | 0                  | 3                  |   | Estudiantes (LP)   | 1                               | 0                               | 1                               |                                 |   |               |                      |                      |                      |                      |  |               |                      |                      |                      |                      |  |
|  |                    |                    |                    |                    |   | Estudiantes (LP)   | 1                               | 0                               | 1                               |                                 |   |               |                      |                      |                      |                      |  |               |                      |                      |                      |                      |  |
|  |                    |                    | Grêmio             | 0                  | 3 | 3                  |                                 |                                 |                                 |                                 |   |               |                      |                      |                      |                      |  |               |                      |                      |                      |                      |  |
|  | Grêmio (p.)        | 1                  | Grêmio             | 0                  | 3 | 3                  | 2                               | 3 (4)                           |                                 |                                 |   |               |                      |                      |                      |                      |  |               |                      |                      |                      |                      |  |
|  | Grêmio (p.)        | 1                  |                    |                    |   |                    |                                 |                                 |                                 |                                 |   |               |                      |                      |                      |                      |  |               |                      |                      |                      |                      |  |
|  | River Plate        | 2                  | 1                  | 3 (1)              |   |                    |                                 |                                 |                                 |                                 |   |               |                      |                      |                      |                      |  |               |                      |                      |                      |                      |  |
|  | River Plate        | 2                  | 1                  | 3 (1)              |   |                    |                                 |                                 |                                 |                                 |   |               |                      |                      |                      |                      |  |               |                      |                      |                      |                      |  |
|  |                    |                    |                    |                    |   |                    |                                 |                                 |                                 |                                 |   |               |                      |                      |                      |                      |  |               |                      |                      |                      |                      |  |

- Nota: En cada llave, el equipo que ocupa la primera línea es el que definió la serie como local.

### Octavos de final
| 4 de octubre de 1989 | Santos      | 1:2 (0:2) | Independiente                 | Estadio de Vila Belmiro, Santos |                             |
|                      | Ditinho 87' |           | Alfaro Moreno 12' · Insúa 35' | Árbitro(s): Ernesto Filippi     | Árbitro(s): Ernesto Filippi |

| 11 de octubre de 1989 | Independiente          | 2:0 (1:0) | Santos | Estadio La Doble Visera, Avellaneda |                           |
|                       | Insúa 18' · Monzón 63' |           |        | Árbitro(s): Carlos Maciel           | Árbitro(s): Carlos Maciel |

| 4 de octubre de 1989 | Nacional                       | 2:1 (1:1) | Atlético Nacional | Estadio Centenario, Montevideo |                         |
|                      | Dely Valdés 18' · Ostolaza 88' |           | Usuriaga 3'       | Árbitro(s): Abel Gnecco        | Árbitro(s): Abel Gnecco |

| 11 de octubre de 1989 | Atlético Nacional        | 2:0 (2:0) | Nacional | Estadio Atanasio Girardot, Medellín    |                                        |
|                       | Arango 12' · Tréllez 43' |           |          | Árbitro(s): Luís Carlos Félix Ferreira | Árbitro(s): Luís Carlos Félix Ferreira |

| 3 de octubre de 1989 | Flamengo | 0:1 (0:0) | Argentinos Juniors | Estadio de Maracaná, Río de Janeiro |                              |
|                      |          |           | Rudman 49'         | Árbitro(s): Gabriel González        | Árbitro(s): Gabriel González |

| 10 de octubre de 1989 | Argentinos Juniors             | 2:1 (0:1) | Flamengo  | Estadio Atlanta, Buenos Aires |                          |
|                       | Airez 48' · Vidal González 50' |           | Nando 43' | Árbitro(s): José Ramírez      | Árbitro(s): José Ramírez |

| 4 de octubre de 1989 | Olimpia                   | 2:0 (2:0) | Cruzeiro | Estadio Manuel Ferreira, Asunción |                          |
|                      | Samaniego 12' · Neffa 30' |           |          | Árbitro(s): Oscar Ortubé          | Árbitro(s): Oscar Ortubé |

| 11 de octubre de 1989 | Cruzeiro                                   | 3:0 (2:0) | Olimpia | Estadio Mineirão, Belo Horizonte |                          |
|                       | Chamas 12' (a.g.) · Edson 34' · Careca 70' |           |         | Árbitro(s): Jorge Romero         | Árbitro(s): Jorge Romero |

| 4 de octubre de 1989 | Estudiantes (LP)                     | 3:0 (2:0) | Peñarol | Estadio Jorge Luis Hirschi, La Plata |                                  |
|                      | Mac Allister 26', 44' · Di Carlo 70' |           |         | Árbitro(s): Romualdo Arppi Filho     | Árbitro(s): Romualdo Arppi Filho |

| 10 de octubre de 1989 | Peñarol                    | 2:0 (1:0) | Estudiantes (LP) | Estadio Centenario, Montevideo  |                                 |
|                       | Carrasco 30' · Silvera 89' |           |                  | Árbitro(s): Armando Pérez Hoyos | Árbitro(s): Armando Pérez Hoyos |

| 4 de octubre de 1989 | River Plate                  | 2:1 (2:1) | Grêmio     | Estadio Monumental, Buenos Aires |                                 |
|                      | Centurión 16' · Borrelli 44' |           | Heleno 41' | Árbitro(s): Salvador Imperatore  | Árbitro(s): Salvador Imperatore |

| 11 de octubre de 1989 | Grêmio                            | 2:1 (1:1) (4:1 p.)         | River Plate                        | Estadio Olímpico Monumental, Porto Alegre |                                      |
|                       | Kita 43' · Heleno 58'             |                            | Centurión 24'                      | Árbitro(s): José Luis Martínez Bazán      | Árbitro(s): José Luis Martínez Bazán |
|                       |                                   | Tiros desde el punto penal |                                    |                                           |                                      |
|                       | Edinho · Heleno · Jandir · Hélcio |                            | Batistuta · Batista · Medina Bello |                                           |                                      |

### Cuartos de final
| 18 de octubre de 1989 | Atlético Nacional       | 2:2 (2:1) | Independiente            | Estadio Atanasio Girardot, Medellín                                  |                                                                      |
|                       | Tréllez 21', 38' (pen.) |           | Ludueña 40' · Giusti 66' | Asistencia: 48 000 espectadores Árbitro(s): José Luis Martínez Bazán | Asistencia: 48 000 espectadores Árbitro(s): José Luis Martínez Bazán |

| 25 de octubre de 1989 | Independiente                  | 2:0 (1:0) | Atlético Nacional | Estadio La Doble Visera, Avellaneda |                                 |
|                       | Alfaro Moreno 14' · Monzón 60' |           |                   | Árbitro(s): José Roberto Wright     | Árbitro(s): José Roberto Wright |

| 25 de octubre de 1989 | Cruzeiro     | 1:1 (1:0) | Argentinos Juniors | Estadio Mineirão, Belo Horizonte |                                 |
|                       | Hamilton 13' |           | Airez 86'          | Árbitro(s): Enrique Marín Gallo  | Árbitro(s): Enrique Marín Gallo |

| 1 de noviembre de 1989 | Argentinos Juniors             | 2:0 (0:0) | Cruzeiro | Estadio Tomás Adolfo Ducó, Buenos Aires |                          |
|                        | Airez 59' · Cáceres 75' (pen.) |           |          | Árbitro(s): Oscar Ortubé                | Árbitro(s): Oscar Ortubé |

| 19 de octubre de 1989 | Boca Juniors | 0:0 | Racing Club | Estadio La Bombonera, Buenos Aires |  |
|                       |              |     |             | Árbitro(s): Juan Bava              |  |

| 26 de octubre de 1989 | Racing Club | 1:2 (1:1) | Boca Juniors                   | Estadio El Cilindro, Avellaneda |                                 |
|                       | Fabbri 14'  |           | Ponce 5' (pen.) · Cuciuffo 60' | Árbitro(s): Juan Carlos Loustau | Árbitro(s): Juan Carlos Loustau |

| 25 de octubre de 1989 | Grêmio | 0:1 (0:0) | Estudiantes (LP) | Estadio Olímpico Monumental, Porto Alegre |                                    |
|                       |        |           | Cariaga 85'      | Árbitro(s): Juan Francisco Escobar        | Árbitro(s): Juan Francisco Escobar |

| 1 de noviembre de 1989 | Estudiantes (LP) | 0:3 (0:1) | Grêmio                           | Estadio Jorge Luis Hirschi, La Plata |                           |
|                        |                  |           | Paulo Egídio 37' · Cuca 52', 81' | Árbitro(s): Gastón Castro            | Árbitro(s): Gastón Castro |

### Semifinales
| 9 de noviembre de 1989 | Argentinos Juniors | 0:1 (0:1) | Independiente | Estadio José Amalfitani, Buenos Aires |                                |
|                        |                    |           | Giusti 40'    | Árbitro(s): Francisco Lamolina        | Árbitro(s): Francisco Lamolina |

| 15 de noviembre de 1989 | Independiente             | 2:1 (0:0) | Argentinos Juniors | Estadio La Doble Visera, Avellaneda |                              |
|                         | Insúa 47' · Reggiardo 62' |           | Cáceres 51' (pen.) | Árbitro(s): Ricardo Calabria        | Árbitro(s): Ricardo Calabria |

| 8 de noviembre de 1989 | Grêmio | 0:0 | Boca Juniors | Estadio Olímpico Monumental, Porto Alegre |  |
|                        |        |     |              | Árbitro(s): Juan Daniel Cardellino        |  |

| 16 de noviembre de 1989 | Boca Juniors                 | 2:0 (2:0) | Grêmio | Estadio La Bombonera, Buenos Aires |                                    |
|                         | Marangoni 15' · Cuciuffo 24' |           |        | Árbitro(s): Juan Francisco Escobar | Árbitro(s): Juan Francisco Escobar |

### Final
| 22 de noviembre de 1989 | Boca Juniors | 0:0 | Independiente | Estadio La Bombonera, Buenos Aires   |  |
|                         |              |     |               | Árbitro(s): Francisco Oscar Lamolina |  |

| 29 de noviembre de 1989 | Independiente                        | 0:0 (3:5 p.)               | Boca Juniors                                    | Estadio La Doble Visera, Avellaneda |  |
|                         |                                      |                            |                                                 | Árbitro(s): Juan Antonio Bava       |  |
|                         |                                      | Tiros desde el punto penal |                                                 |                                     |  |
|                         | Bianco · Altamirano · Insúa · Artime |                            | Ponce · Marchesini · Latorre · Stafuza · Giunta |                                     |  |

|                                  |
| Bandera de Argentina             |
| Campeón Boca Juniors 1.er título |

## Estadísticas

### Clasificación general
| Pos. | Equipo             | Pts | PJ | PG | PE | PP | GF | GC | Dif. | Rend.  |
| ---- | ------------------ | --- | -- | -- | -- | -- | -- | -- | ---- | ------ |
| 1    | Boca Juniors       | 8   | 6  | 2  | 4  | 0  | 4  | 1  | 3    | 66,66% |
| 2    | Independiente      | 13  | 8  | 5  | 3  | 0  | 11 | 4  | 7    | 81,25% |
| 3    | Argentinos Juniors | 7   | 6  | 3  | 1  | 2  | 7  | 5  | 2    | 58,33% |
| 4    | Grêmio             | 5   | 6  | 2  | 1  | 3  | 6  | 6  | 0    | 41,66% |
| 5    | Atlético Nacional  | 4   | 4  | 1  | 1  | 2  | 5  | 6  | −1   | 50%    |
| 6    | Cruzeiro           | 4   | 4  | 1  | 1  | 2  | 4  | 5  | −1   | 50%    |
| 7    | Estudiantes (LP)   | 4   | 4  | 2  | 0  | 2  | 4  | 5  | −1   | 50%    |
| 8    | Racing Club        | 1   | 2  | 0  | 1  | 1  | 1  | 2  | −1   | 25%    |
| 9    | River Plate        | 2   | 2  | 1  | 0  | 1  | 3  | 3  | 0    | 50%    |
| 10   | Nacional           | 2   | 2  | 1  | 0  | 1  | 2  | 3  | −1   | 50%    |
| 11   | Olimpia            | 2   | 2  | 1  | 0  | 1  | 2  | 3  | −1   | 50%    |
| 12   | Peñarol            | 2   | 2  | 1  | 0  | 1  | 2  | 3  | −1   | 50%    |
| 13   | Flamengo           | 0   | 2  | 0  | 0  | 2  | 1  | 3  | −2   | 0%     |
| 14   | Santos             | 0   | 2  | 0  | 0  | 2  | 1  | 4  | −3   | 0%     |

### Goleadores
| Jugador               | Club               | Goles |
| --------------------- | ------------------ | ----- |
| John Jairo Tréllez    | Atlético Nacional  | 3     |
| Mauro Airez           | Argentinos Juniors | 3     |
| Ruben Darío Insúa     | Independiente      | 3     |
| Patricio Mac Allister | Estudiantes (LP)   | 2     |
| Ramón Centurión       | River Plate        | 2     |
| Adílson Heleno        | Grêmio             | 2     |
| Carlos Alfaro Moreno  | Independiente      | 2     |
| Pedro Monzón          | Independiente      | 2     |
| Cuca                  | Grêmio             | 2     |
| Ricardo Giusti        | Independiente      | 2     |
| Fernando Cáceres      | Argentinos Juniors | 2     |
| José Luis Cuciuffo    | Boca Juniors       | 2     |